# Aglomeracja trójmiejska

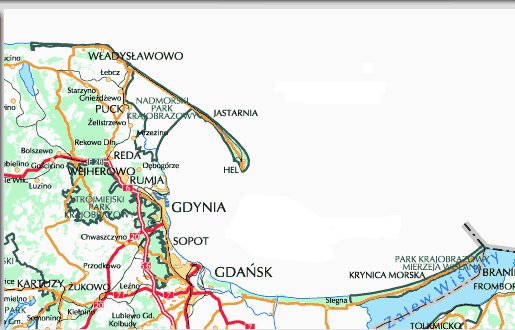
Mapa z głównymi miastami Zatoki Gdańskiej

Aglomeracja trójmiejska (także aglomeracja Trójmiasta lub aglomeracja gdańska) – aglomeracja na północy Polski nad Zatoką Gdańską. Centralną część tworzy Trójmiasto, czyli policentryczny obszar miast Gdańsk, Sopot i Gdynia. Zewnętrzną część stanowią pozostałe miejscowości w jego pobliżu od Tczewa na południu do Kartuz na zachodzie i Władysławowa na północy.
Miasta zaliczane do aglomeracji: Gdańsk, Sopot, Gdynia, Tczew, Pruszcz Gdański, Kartuzy, Żukowo, Rumia, Reda, Wejherowo, Puck, Władysławowo, Jastarnia, Hel.

## Obszar metropolitalny Gdańsk-Sopot-Gdynia

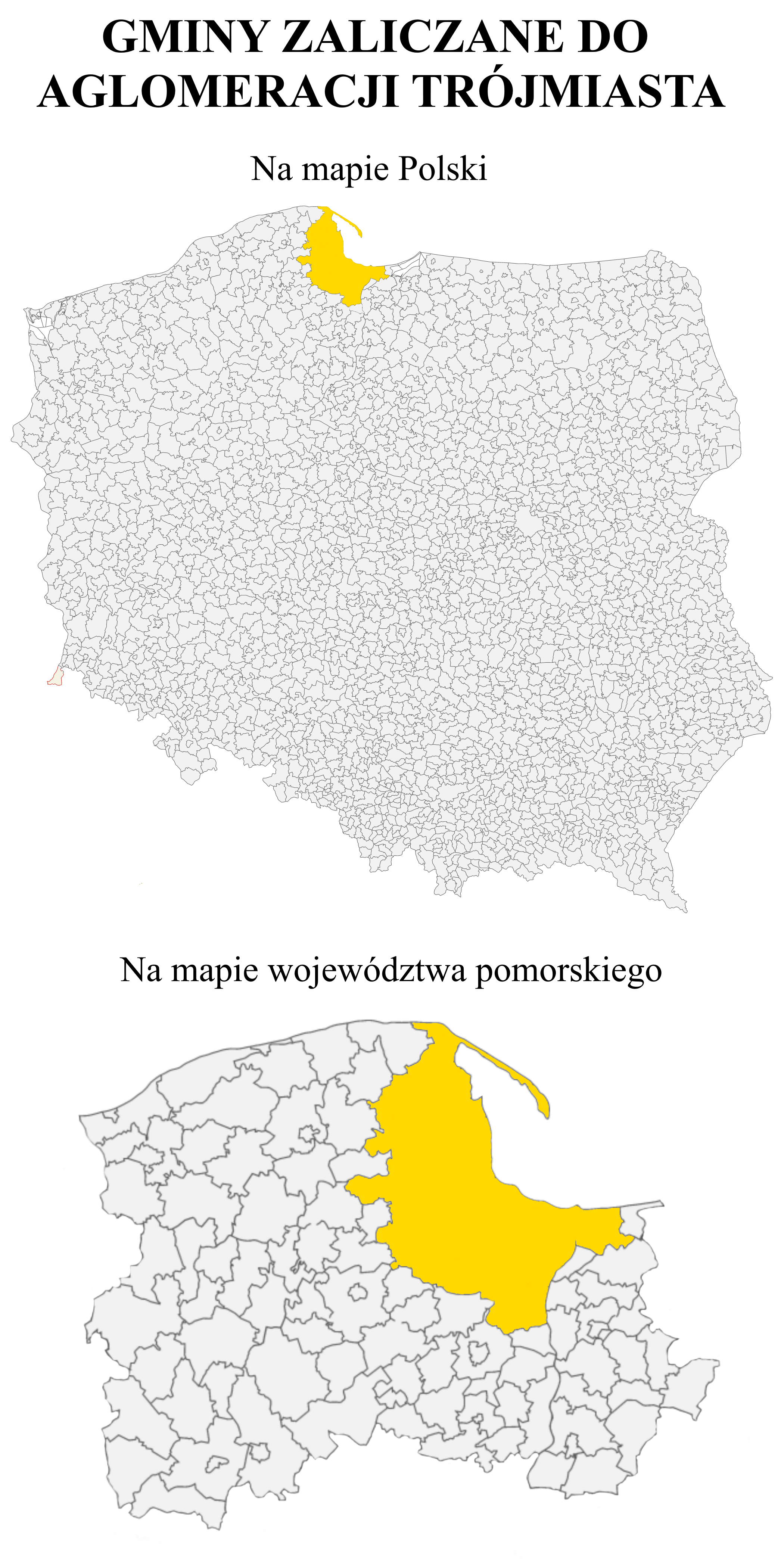
Gminy należące do aglomeracji Trójmiasta według urzędu marszałkowskiego na mapie gmin Polski i województwa pomorskiego

15 września 2011 powołano stowarzyszenie samorządowe Obszar Metropolitalny Gdańsk-Sopot-Gdynia mające na celu zacieśnienie współpracy i doprowadzenie do harmonijnego rozwoju całego obszaru metropolitalnego Trójmiasta, poprzez wykorzystanie potencjału miast i gmin członkowskich, z poszanowaniem ich odrębności i specyfiki. W ramach OMG-G-S działa 57 samorządów, obejmujące łącznie obszar o powierzchni blisko 5,5 tys. km² (wg powierzchni powiatów: 6,7 tys. km²), zamieszkałe przez blisko 1,5 mln mieszkańców. W strukturze OMG-G-S decydującą rolę ma walne zgromadzenie członków, zarząd (w jego skład wchodzą prezydenci miast Trójmiasta) i komisja rewizyjna.

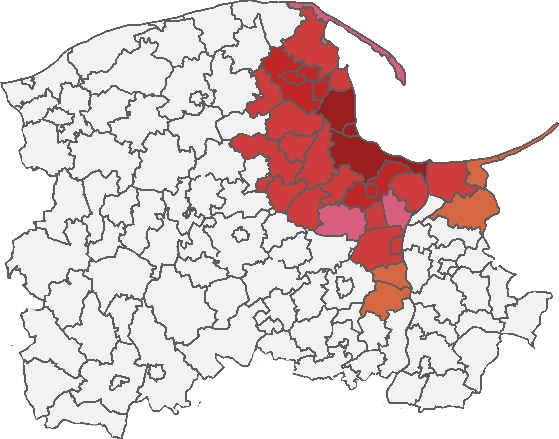
Gminy należące do aglomeracji Trójmiasta na podstawie różnych koncepcji. 1)Najciemniejszy odcień czerwonego – Trójmiasto (Gdańsk, Gdynia, Sopot). 2)Jaśniejszy czerwony – koncepcja J. Paryska, a także te z trzeciego punktu. 3)Najjaśniejszy odcień czerwonego – gminy w koncepcji zarówno P. Swianiewicza i U. Klimskiej, jak i urzędu marszałkowskiego. 4) Różowy – gminy należące tylko do koncepcji urzędu marszałkowskiego. 5)Pomarańczowy – gminy w koncepcji jedynie P. Swianiewicza i U. Klimskiej

## Koncepcje aglomeracji Trójmiasta

### Aglomeracja według P. Swianiewicza i U. Klimskiej
W 2005 Paweł Swianiewicz oraz Urszula Klimska wyznaczyli obszar aglomeracji z ośrodkiem centralnym Trójmiasto (Gdańsk, Gdynia, Sopot) oraz przyległych 28 gmin. Obszar ten w 2002 zamieszkiwało 1,21 mln osób. Przy wyznaczaniu aglomeracji przeprowadzono delimitację obszarów przyległych, uwzględniając saldo migracji w latach 1998–2002, gęstość zaludnienia (w 2002), współczynnik zatrudnienia związany z natężeniem dojazdów.
| Gmina                 | Liczba ludności (2024-06-30) [osób] | Powierzchnia (2024-01-01) [km²] | Gęstość zaludnienia [osób/km²] |
| --------------------- | ----------------------------------- | ------------------------------- | ------------------------------ |
| Gdańsk                | 487834                              | 683,00                          | 714,25                         |
| Gdynia                | 240554                              | 391,51                          | 614,43                         |
| Sopot                 | 31696                               | 27,76                           | 1141,79                        |
| gm. Cedry Wielkie     | 6838                                | 123,87                          | 55,20                          |
| gm. Gniew             | 14230                               | 194,16                          | 73,29                          |
| gm. Kartuzy           | 34328                               | 206,39                          | 166,33                         |
| gm. Kolbudy           | 21510                               | 82,61                           | 260,38                         |
| gm. Kosakowo          | 21954                               | 99,82                           | 219,94                         |
| Krynica Morska        | 1159                                | 118,95                          | 9,74                           |
| gm. Luzino            | 18102                               | 111,43                          | 162,45                         |
| gm. Nowy Dwór Gdański | 16827                               | 213,13                          | 78,95                          |
| gm. Pelplin           | 15001                               | 141,03                          | 106,37                         |
| Pruszcz Gdański       | 32270                               | 16,46                           | 1960,51                        |
| gm. Pruszcz Gdański   | 38262                               | 143,88                          | 265,93                         |
| gm. Przodkowo         | 11490                               | 85,24                           | 134,80                         |
| gm. Przywidz          | 6179                                | 129,41                          | 47,75                          |
| gm. Pszczółki         | 11281                               | 50,16                           | 224,90                         |
| gm. Puck              | 28881                               | 276,59                          | 104,42                         |
| Reda                  | 28866                               | 33,46                           | 862,70                         |
| Rumia                 | 53585                               | 30,06                           | 1782,60                        |
| gm. Somonino          | 11324                               | 112,08                          | 101,03                         |
| gm. Stegna            | 9210                                | 349,63                          | 26,34                          |
| gm. Stężyca           | 11456                               | 160,48                          | 71,39                          |
| gm. Subkowy           | 5337                                | 77,81                           | 68,59                          |
| gm. Szemud            | 21953                               | 176,89                          | 124,11                         |
| gm. Sztutowo          | 3405                                | 171,68                          | 19,83                          |
| Tczew                 | 56676                               | 22,35                           | 2535,84                        |
| gm. Tczew             | 16337                               | 170,60                          | 95,76                          |
| Wejherowo             | 45734                               | 26,99                           | 1694,48                        |
| gm. Wejherowo         | 31345                               | 194,22                          | 161,39                         |
| gm. Żukowo            | 51577                               | 164,02                          | 314,46                         |
| Razem (aglomeracja)   | 1385201                             | 4785,67                         | 289,45                         |

### Aglomeracja wedługurzędu marszałkowskiego
W 2009 Departament Rozwoju Regionalnego i Przestrzennego Urzędu Marszałkowskiego Województwa Pomorskiego opracował Plan zagospodarowania przestrzennego województwa pomorskiego, gdzie scharakteryzował aglomerację Trójmiasta i dokonał delimitacji jego obszaru. Według urzędu marszałkowskiego aglomerację obejmują 3 miasta na prawach powiatu: Gdańsk, Gdynia, Sopot oraz 27 gmin. Przy przeprowadzaniu delimitacji brano pod uwagę m.in. aspekty przestrzenne, uwarunkowania społeczno-gospodarcze, prawno-polityczne, ekologiczne, funkcjonalno-techniczne, ekonomiczne. W wyznaczonym obszarze wyróżniono podstawowe elementy składowe jego struktury oraz rozpatrzono powiązania wewnętrzne i zewnętrzne.
| Gmina               | Liczba ludności (2024-06-30) [osób] | Powierzchnia (2024-01-01) [km²] | Gęstość zaludnienia [osób/km²] |
| ------------------- | ----------------------------------- | ------------------------------- | ------------------------------ |
| Gdańsk              | 487834                              | 683,00                          | 714,25                         |
| Gdynia              | 240554                              | 391,51                          | 614,43                         |
| Sopot               | 31696                               | 27,76                           | 1141,79                        |
| gm. Cedry Wielkie   | 6838                                | 123,87                          | 55,20                          |
| Hel                 | 2755                                | 95,36                           | 28,89                          |
| Jastarnia           | 3447                                | 5,05                            | 682,57                         |
| gm. Kartuzy         | 34328                               | 206,39                          | 166,33                         |
| gm. Kolbudy         | 21510                               | 82,61                           | 260,38                         |
| gm. Kosakowo        | 21954                               | 99,82                           | 219,94                         |
| gm. Luzino          | 18102                               | 111,43                          | 162,45                         |
| Pruszcz Gdański     | 32270                               | 16,46                           | 1960,51                        |
| gm. Pruszcz Gdański | 38262                               | 143,88                          | 265,93                         |
| gm. Przodkowo       | 11490                               | 85,24                           | 134,80                         |
| gm. Przywidz        | 6179                                | 129,41                          | 47,75                          |
| gm. Pszczółki       | 11281                               | 50,16                           | 224,90                         |
| Puck                | 10419                               | 16,94                           | 615,05                         |
| gm. Puck            | 28881                               | 276,59                          | 104,42                         |
| Reda                | 28866                               | 33,46                           | 862,70                         |
| Rumia               | 53585                               | 30,06                           | 1782,60                        |
| gm. Somonino        | 11324                               | 112,08                          | 101,03                         |
| gm. Stegna          | 9210                                | 349,63                          | 26,34                          |
| gm. Suchy Dąb       | 4240                                | 84,82                           | 49,99                          |
| gm. Szemud          | 21953                               | 176,89                          | 124,11                         |
| Tczew               | 56676                               | 22,35                           | 2535,84                        |
| gm. Tczew           | 16337                               | 170,60                          | 95,76                          |
| gm. Trąbki Wielkie  | 12222                               | 162,66                          | 75,14                          |
| Wejherowo           | 45734                               | 26,99                           | 1694,48                        |
| gm. Wejherowo       | 31345                               | 194,22                          | 161,39                         |
| gm. Władysławowo    | 14176                               | 61,90                           | 229,01                         |
| gm. Żukowo          | 51577                               | 164,02                          | 314,46                         |
| Razem (aglomeracja) | 1365045                             | 4135,16                         | 330,11                         |

| Teren                   | 1999      | %      | 2004      | %      | 2009      | %      |
| ----------------------- | --------- | ------ | --------- | ------ | --------- | ------ |
| Trójmiasto              | 760 210   | 64,12  | 752 943   | 62,72  | 742 910   | 60,66  |
| inne miasta aglomeracji | 241 902   | 20,40  | 246 581   | 20,54  | 255 103   | 20,83  |
| tereny wiejskie         | 183 438   | 15,48  | 200 985   | 16,74  | 226 774   | 18,51  |
| Aglomeracja ogółem      | 1 185 550 | 100,00 | 1 200 509 | 100,00 | 1 224 787 | 100,00 |

### Aglomeracja Trójmiasta według Paryska
W 2008 Jerzy Jan Parysek przedstawił, że głównym ośrodkiem aglomeracji Trójmiasta jest Gdańsk, którego funkcje uzupełnia Gdynia. Do innych ośrodków aglomeracji należą: Sopot, Wejherowo, Reda, Rumia, Pruszcz Gdański. Określił, że aglomeracja stanowi policentryczny układ przestrzenno-funkcjonalny, który zamieszkuje ponad 1 mln osób.

### Aglomeracja Trójmiasta według Jałowieckiego
W 2000 Bohdan Jałowiecki przedstawił, powołując się na Bassada, że policentryczne Trójmiasto (Gdańsk, Gdynia, Sopot) wraz z terenami podmiejskimi jest metropolią, przy czym ów termin należy relatywizować, dopasowując go do polskich kryteriów. Podobnie postępują w 2003 Herbst i Smętkowski w roku 2001.

### Inne koncepcje
Inne koncepcje podające liczbę mieszkańców aglomeracji, obszaru funkcjonalnego, zespołu miejskiego:
- według programu ESPON „obszar funkcjonalny Gdańska” (FUA, ang. Functional Urban Area) w 2002 zamieszkiwało 993 tys. osób[9].
- według Eurostat w 2001 (LUZ Gdańsk, ang. Larger Urban Zone) – 1 097 654 mieszkańców i obszar 3457,32 km²[10][11], które dane przyjął też T. Markowski[12],
- według Eurostat w 2004 (LUZ Gdańsk, ang. Larger Urban Zone) – 1 105 203 mieszkańców i obszar 3457,32 km²[11][10].

## Podstawowe dane liczbowe dotyczące aglomeracji Trójmiasta
| Teren                  | Populacja [osób] | Powierzchnia [km²] |
| ---------------------- | ---------------- | ------------------ |
| Aglomeracja Trójmiasta | 1 232 287 (-)    | 3069,21 (-)        |
| Województwo pomorskie  | 2 319 735 (53%)  | 18 310,34 (17%)    |
| Polska                 | 38 433 600 (3%)  | 312 679 (1%)       |